# Agriocnemis bumhilli
Agriocnemis bumhilli là loài chuồn chuồn trong họ Coenagrionidae. Loài này được Kipping, Martens & Suhling mô tả khoa học đầu tiên năm 2012.